# Dewoitine D.21
Dewoitine D.21 byl francouzský jednomístný hornoplošný stíhací letoun s pevným podvozkem a otevřeným kokpitem vzniklý v 20. letech 20. století.

## Vznik a vývoj
Prototyp D.21 vzniknul vývojem z typu D.12. Letoun byl později licenčně vyráběn v Argentině v tamní Fábrica Militar de Aviones, v Československu Škodovými závody (jako Škoda-Dewoitine D-1) a ve Švýcarsku státní zbrojovkou EKW. Jeden stroj užívaný Tureckem byl vybaven upraveným křídlem a pojmenován Orhanelli.

## Operační historie
Argentina zakoupila 7 kusů a v licenci vyrobila dalších 58. Větší počet zakoupilo i Turecko. 
Československá licenční výroba dala v letech 1928-1929 vzniknout 1 prototypu a 25 sériovým kusům. Vyrobené D-1 zpočátku zalétával zkušební pilot společnosti Dewoitine Marcel Doret, po něm nastoupil pilot Vladimír Černý. Typ byl užíván nejprve vojenským letectvem u Leteckého pluku 4 letkami 40 a 41 a 36. letkou LP 1. Jeden letoun (výr. č. 24) prošel zkouškami ve Vojenském leteckém ústavu studijním v Letňanech a několik exemplářů se dostalo také k VLU v Prostějově případně jeho Detašmánu v Chebu. V letectvu D-1 sloužily do roku 1935, kdy byly nahrazeny stroji Avia B-534. Později pět kusů (imatrikulace OK-PAA, -PAB, -PAC, -PAG a -PAH) získaly i Četnické letecké hlídky. V roce 1937 byly D-1 od hlídek vyřazeny a vráceny MNO k Vojenskému leteckému učilišti, nebo cvičným letkám pluků. Poslední zbylé stroje byly zrušeny v roce 1939.

## Varianty
Dewoitine D.21 C.1
Francouzská sériová verze, licenčně vyráběná i v Argentině, Švýcarsku a Turecku.
Škoda D-1
Československá licenční varianta vyrobená v počtu 26 kusů Škodovými závody. Od svého vzoru se lišila použitím motoru Škoda L a výzbrojí pouze dvou synchronizovaných kulometů Vickers v trupu.

## Uživatelé

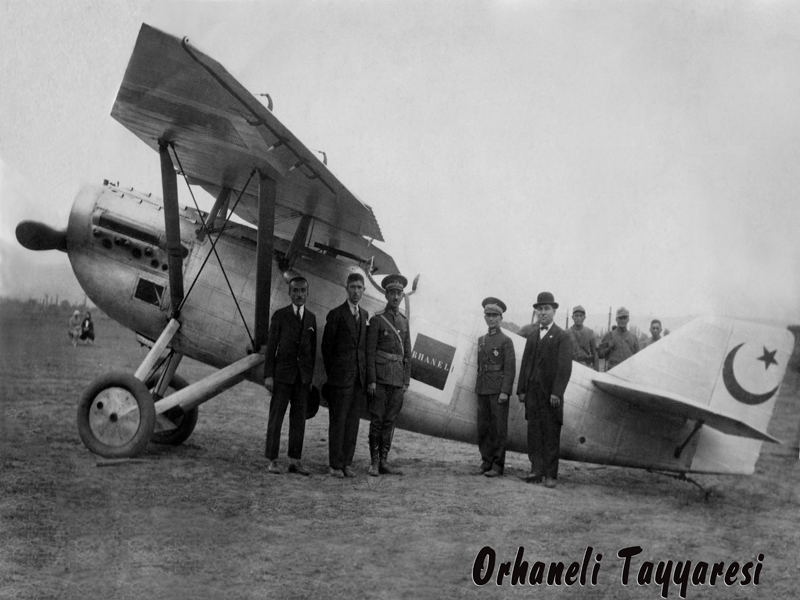
Orhanelli, turecká Dewoitine D.21 upravená pro pokus o rekordní lety.

- Argentina
  - Argentinské armádní letectvo
  - Argentinské námořní letectvo
- Československo
  - Československé letectvo
  - Četnické letecké hlídky
- Francie
  - Francouzské letectvo
- Paraguay
  - Paraguayské letectvo
- Švýcarsko
  - Švýcarské vzdušné síly
- Turecko
  - Turecké letectvo

## Specifikace (D.21 C.1)

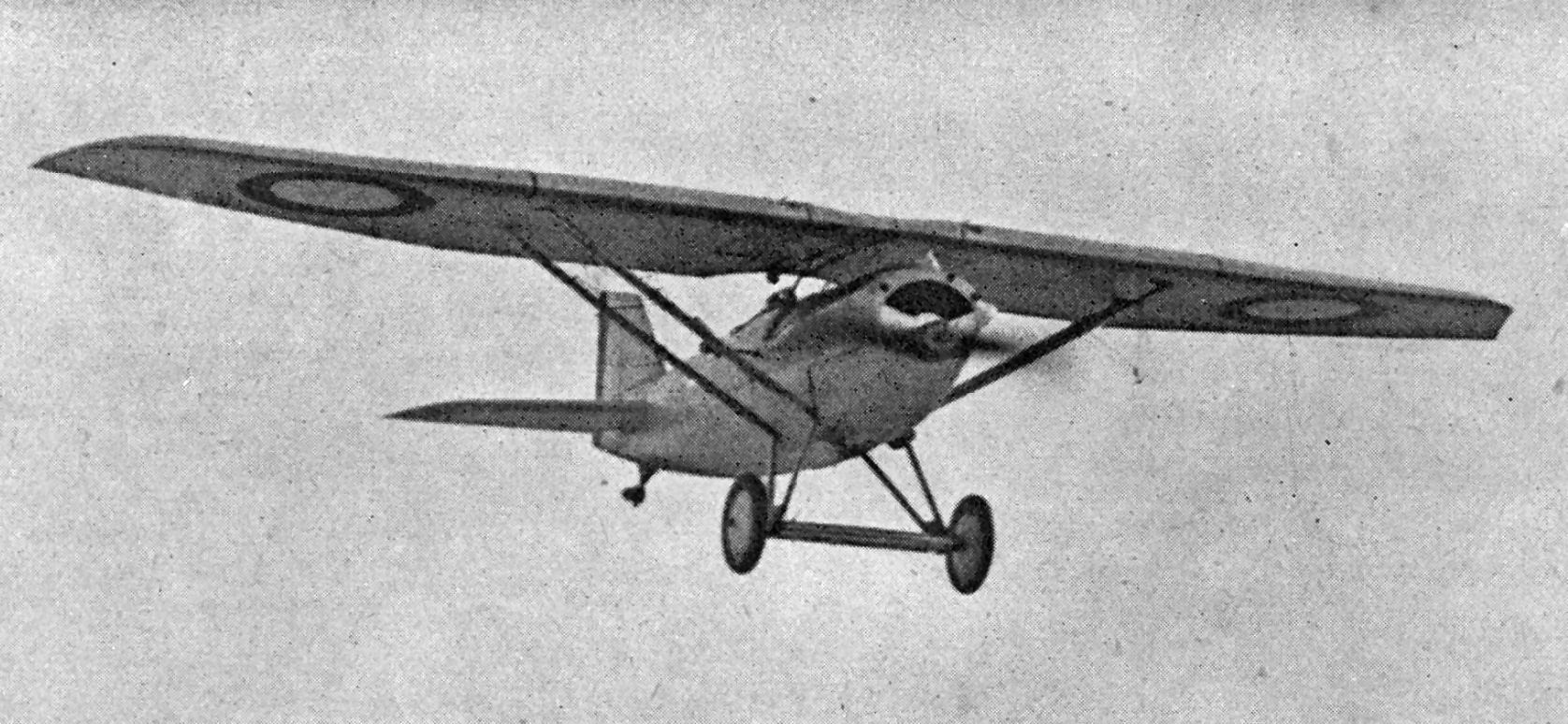
Dewoitine D.21

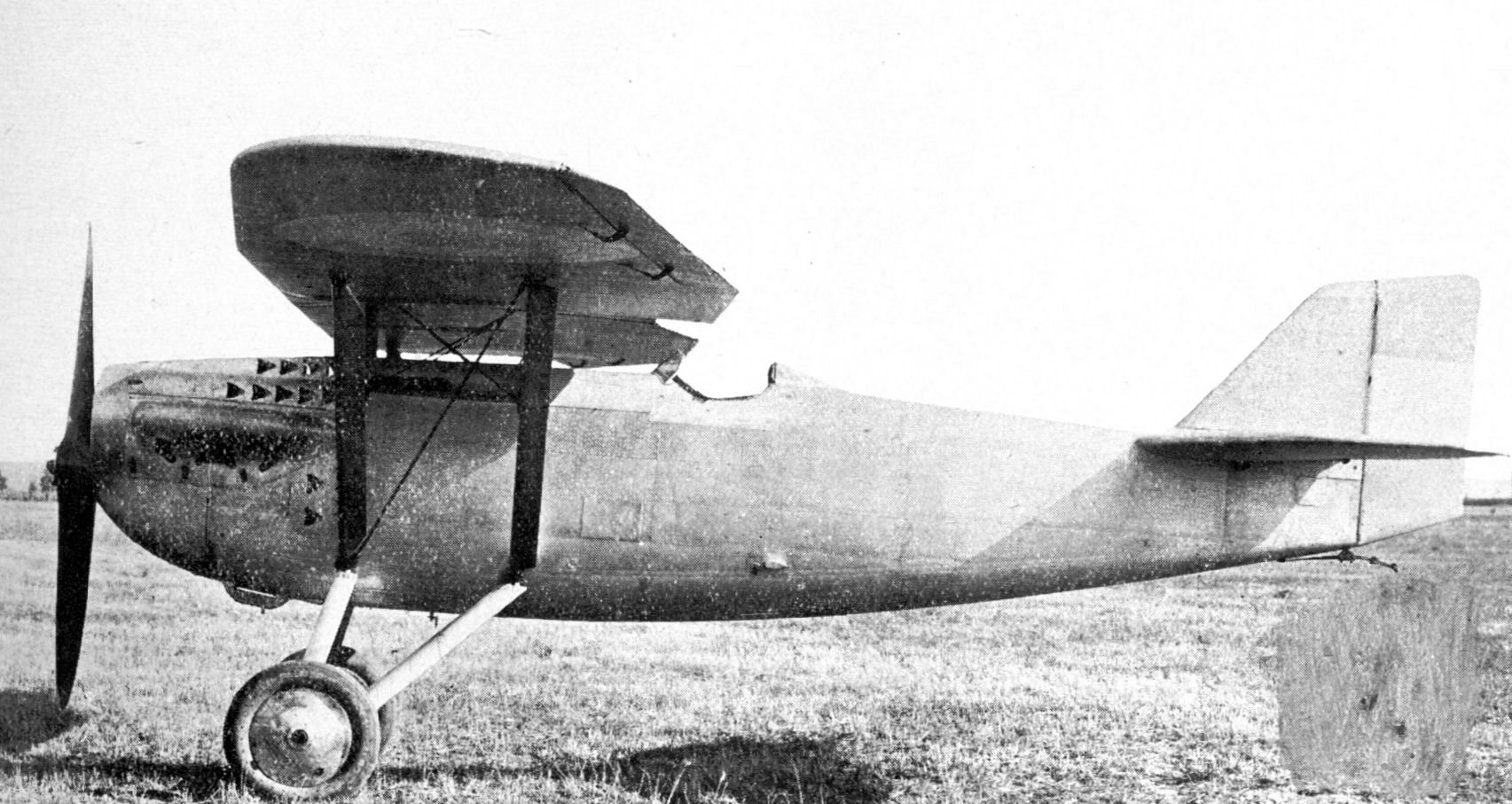
Dewoitine D.21

Údaje podle a 

### Technické údaje
- Osádka: 1 (pilot)
- Délka: 7,925 m
- Rozpětí:  12,8 m
- Výška: 3,32 m
- Nosná plocha: 25 m²
- Prázdná hmotnost: 1 092 kg
- Vzletová hmotnost: 1 590 kg
- Palivová kapacita: 175 l (250 kg)
- Pohonná jednotka: 1 × kapalinou chlazený motor s válci do W Hispano-Suiza 12Gb
- Výkon pohonné jednotky: 370 kW (500 hp)

### Výkony
- Maximální rychlost:
  - u hladiny moře: 267 km/h
  - ve výši 2 000 m: 262 km/h
  - ve výši 3 000 m: 258 km/h
  - ve výši 4 000 m: 254 km/h
  - ve výši 5 000 m: 250 km/h
- Dolet: 400 km
- Praktický dostup: 8 990 m
- Vytrvalost: 1 hodina a 30 minut
- Stoupavost: 10 m/s
- Výstup do výše 2 000 m: 8 minut a 4 sekundy
- Výstup do výše 4 000 m: 11 minut a 11 sekund
- Plošné zatížení: 63,6 kg/m²
- Poměr výkon/hmotnost: 0,2694 kW/kg

### Výzbroj
- 2 × synchronizovaný kulomet Vickers ráže 7,7 mm
- 2 × kulomet Darne ráže 7,5 mm v centroplánu křídla (možnost)